# Coleoxestia sobrina
Coleoxestia sobrina là một loài bọ cánh cứng trong họ Cerambycidae.